# 鄒迪光
鄒迪光（1549年—1625年），字彥吉，號愚谷，直隸常州府無錫縣人，軍籍，明朝政治人物。

## 生平
萬曆元年（1573年）癸酉科應天府鄉試第五十三名，萬曆二年（1574年）聯捷甲戌科會試第一百四十九名，登二甲第四十四名進士。授工部主事，在京為官六年，期間結識了王世貞、王世懋兄弟、吳國倫等文士。萬曆八年（1580年）出為黃州府知府，萬曆十一年（1583年）十一月升福建副使、提调學政，次年四月因不满福建巡抚趙可懷惩治生员，被趙弹劾举动乖张，殊非师范，被降二级罷歸。歸田四年後，於萬曆十七年（1589年）起為浙江按察司佥事、嘉湖兵備道。十九年升湖广提学副使，拔举熊廷弼等人，十一月被禮科左給事中丁懋遜弹劾，被改调别职，遂辞官归乡。天啓五年卒，年七十七。
此後二十餘年，鄒迪光歸隱於無錫惠山腳下，築愚公谷，在園中蓄養家班，其音律之妙，甲於吳中。他自言：「余命童子衍新劇，至二鼓罷去。居人游客駕小艇聚觀，以數十計。每奏一技，讚歎四起，歡聲如沸。余家歌調，實求工於雅，一切金銀假面，諢語俚言，都所不用。人知其妙，而未必真知所以妙也。」又言隱居後的生活是：「致足自樂，種竹栽花，養魚飼鶴，種種勝事」，且「悔其歸之晚也」。

## 著作
著有《鬱儀樓集》五十四卷、《調象菴稿》四十卷、《鷦鹩集》四卷、《羼提斋稿》八卷等。

## 家族
曾祖鄒鉦，曾任王府引禮舍人；祖父鄒子進（1500年-1568年），字鴻漸，號右湖。嘉靖十五年（1534年）丙申舉人，曾任浙江溫州府通判、福建汀州府同知；父鄒懋中（1528年-1609年），字汝立，號雲橋，曾任監生，以子迪光貴，贈中憲大夫、湖廣黃州府知府。母魏氏。严侍下。兄謙光；邹龙光（贡士）；近光。弟观光、凤光、耿光、道光。邹龙光、邹同光、邹迪光三兄弟于万历年间相继考中舉人和进士。当时顾宪成赞美道：“余幼时闻邹氏三光之说，一时艳为盛事。”
子邹德基，字公履，工诗文书画，好为惊艳之行，为盗贼所杀，有人说是被仇家所害。